# Deviates
Deviates — американський скейт-панк гурт заснований 1994 року в Каліфорнії. За час свого існування гурт видав три студійні альбоми та один концертний альбом. Вокаліст Браян приєднався до Aberdeen після розпаду гурту у 2003.

## Склад гурту
- Brian — вокал
- Charley — гітара
- Donnie — бас-гітара
- Damien — ударні

## Дискографія

### Студійні альбоми
- B's in Your Mouth (1996)
- My Life, (Theologian Records) (2000)
- Time Is the Distance, (Epitaph Records) (2001)
- Holding Out (2021)

### Концертні альбоми
- Live At The House Of Blues Anaheim

### Поява у збірках
- 1999 — A Compilation of Warped Music II
- 2000 — Early Poems Of
- 2000 — Disarming Violence
- 2001 — Punk-O-Rama Vol. 6
- 2001 — Warped Tour 2001 Tour Compilation
- 2002 — Punk-O-Rama Vol. 7
- 2002 — Food Not Bombs
- 2003 — Shut The Punk Up! Vol. 3